# Paus Urbanus IV
Urbanus IV, geboren als Jacques Pantaléon (Troyes, circa 1195 - Perugia, 2 oktober 1264) was paus van 1261 tot 1264.
Zijn kerkelijke opleiding volgde hij bij de bisschop van Laon. Hij werd achtereenvolgens aartsdiaken in Laon (1238) en in Luik (1241). In Luik was hij aartsdiaken voor prins-bisschop Robert van Thorote, die hem bovendien belastte met andere taken van organisatorische aard. Van 1253 tot 1255 was hij prins-bisschop van Verdun, stroomopwaarts de Maas.
Als paus liet hij in 1262 de Sint-Urbanuskerk oprichten in de stad Troyes, op de plek waar zijn vader een schoenmakersatelier had en waar hij geboren werd. Ook bevestigde hij de Sint-Bernardusabdij, met alle goederen en bezittingen, rechten en voorrechten, inclusief de gebieden in Rusebruc.
In 1264 stelde hij het feest van Sacramentsdag in voor de hele roomse kerk. Dit feest had hij leren kennen lokaal in Luik, tijdens zijn Luikse periode. Een jaar eerder, in 1263, had hij in Orvieto in het mirakel van Bolsena bevestiging gezien van de juistheid van de doctrine van de transsubstantiatie. Een Boheemse priester die twijfels had over de aanwezigheid van Christus in geconsacreerd brood en wijn, maakte mee dat uit de hostie die hij tijdens een mis in de H. Christinabasiliek in Bolsena geconsacreerd had, bloed stroomde. Met het doekje waarop het bloed terecht kwam, snelde hij naar Orvieto waar Urbanus IV verbleef. Deze gaf onmiddellijk opdracht tot het bouwen van een grootse kathedraal, de Dom van Orvieto. Het doekje wordt nog altijd in deze kathedraal bewaard.
- Bibsys: 2116587
- Biblioteca Nacional de España: XX1143434
- Bibliothèque nationale de France: cb12461282b (data)
- Catàleg d'autoritats de noms i títols de Catalunya: 981058521674806706
- Gemeinsame Normdatei: 118625578
- International Standard Name Identifier: 0000 0000 6318 4872
- Library of Congress Control Number: n88646336
- Nationale bibliotheek van Australië: 35686835
- Nationale Bibliotheek van Israël: 987007397566205171
- Nationale Bibliotheek van Polen: a0000002706606
- Nationale en Universitaire bibliotheek Zagreb: 000056680
- Nederlandse Thesaurus van Auteursnamen: 070550352
- Istituto Centrale per il Catalogo Unico: SBLV280638
- Système universitaire de documentation: 070953813
- Trove: 1042660
- Virtual International Authority File: 40171486
- WorldCat: E39PCjCW9Ffhm9XV6HmK3kgWj3

Cursief: tegenpaus